# Madis Mihkels
Madis Mihkels (Tartu, 31 maggio 2003) è un ciclista su strada e ciclocrossista estone che corre per il team EF Education-EasyPost.

## Palmarès

### Strada
- 2021 (Juniores)

Campionati estoni, Prova a cronometro Junior
Campionati estoni, Prova in linea Junior
1ª tappa, 1ª semitappa One Belt One Road Nations' Cup Hungary (Vásárosnamény > Vásárosnamény)
1ª tappa, 2ª semitappa One Belt One Road Nations' Cup Hungary (Ibrány > Ibrány)
- 2022 (Team Ampler-Tartu2024, una vittoria)

1ª tappa Tour of Estonia (Tallinn > Tartu)
- 2023 (Intermarché-Circus-Wanty, una vittoria)

3ª tappa Giro di Germania (Arnsberg > Essen)
- 2025 (EF Education-EasyPost, una vittoria)

Campionati estoni, Prova in linea

#### Altri successi
- 2022 (Team Ampler-Tartu2024)

Classifica giovani Tour of Estonia

### Cross
- 2019-2020

Campionati estoni, Junior
- 2020-2021

Campionati estoni, Junior
- 2022-2023

Bike Fanatics Keila CX

## Piazzamenti

### Grandi Giri
- Giro d'Italia

2024: 112º

### Classiche monumento
- Milano-Sanremo

2025: 66º
- Parigi-Roubaix

2023: 114º
2024: 10º
2025: 14º

### Competizioni mondiali
- Campionati del mondo su strada

Fiandre 2021 - Cronometro Junior: 22º
Fiandre 2021 - In linea Junior: 3º
Wollongong 2022 - In linea Under-23: 4º
Glasgow 2023 - In linea Under-23: 28º
Zurigo 2024 - Staffetta mista: 12°
Zurigo 2024 - In linea Elite: ritirato
- Giochi olimpici

Parigi 2024 - In linea: 30º

### Competizioni europee
- Campionati europei su strada

Plouay 2020 - Cronometro Junior: 21º
Plouay 2020 - In linea Junior: 9º
Trento 2021 - Cronometro Junior: 20º
Trento 2021 - In linea Junior: 7º
Anadia 2022 - In linea Under-23: ritirato
Drenthe 2023 - In linea Under-23: 4º
Limburgo 2024 - In linea Elite: 3º
- Campionati europei di ciclocross

Silvelle 2019 - Junior: 32º